# Hirohito Shinohara
Hirohito Shinohara (篠原 宏仁 Shinohara Hirohito?, nacido el 30 de noviembre de 1993 en Ibaraki) es un futbolista japonés que se desempeña como centrocampista.

## Trayectoria

### Clubes
| Club                | País  | Año  |
| ------------------- | ----- | ---- |
| Renofa Yamaguchi FC | Japón | 2016 |
| Fujieda MYFC        | Japón | 2017 |

## Estadística de carrera

### J. League
| Club                | Año   | J. League | J. League | Copa J. League | Copa J. League | Total | Total |
| Club                | Año   | Part.     | Goles     | Part.          | Goles          | Part. | Goles |
| ------------------- | ----- | --------- | --------- | -------------- | -------------- | ----- | ----- |
| Renofa Yamaguchi FC | 2016  | 0         | 0         | -              | -              | 0     | 0     |
| Fujieda MYFC        | 2017  | 4         | 0         | -              | -              | 4     | 0     |
| Total               | Total | 4         | 0         | 0              | 0              | 4     | 0     |